# Laat ons maar feesten
Laat ons maar feesten is een lied van de Nederlandse zanger Joeri Plaizier. Het werd in 2013 als single uitgebracht.

## Achtergrond
Laat ons maar feesten is een nummer dat past in de genres volkspop en nederpop. In het lied zingt de artiest over een vakantie waar hij veel aan het feesten en drinken is. Hij doet dit samen met zijn geliefde. 

## Hitnoteringen
De zanger had weinig succes met het lied in Nederland. Het had geen notering in de Single Top 100 en ook de Top 40 werd niet bereikt; het lied bleef steken op de 23e plaats van de Tipparade. Het is hiermee wel de enige bescheiden hit van de zanger.